# جيم ديك
جيم ديك (بالإنجليزية: Jim Dyck)‏ هو لاعب كرة قاعدة أمريكي، ولد في 3 فبراير 1922 في أوماها في الولايات المتحدة، وتوفي في 11 يناير 1999 في تشيني في الولايات المتحدة.

## وصلات خارجية
- جيم ديك على موقعبيزبول رفرنس.كوم (الدوري الرئيسي) (الإنجليزية)